# Bikele
Bikele était le chef-lieu du district d'Ikoy-Tsini dans la province de l'Estuaire. À 15 km de Libreville sur la N1 en direction de Ntoum, Bikele regroupe les bourgades de Bambouchine, Bizango Bi Bere, Essassa, Nkok et Nkoltang. Depuis le 5 juillet 2013 à la suite d'une décision du gouvernement, Bikelé est désormais le troisième arrondissement de la Commune de Ntoum.

## Jumelage
- Courcouronnes (France)